# Stabat Mater (Holger Lissner)
Stabat Mater är en psalm vars text är skriven av Holger Lissner och översatt till svenska av Per Harling. Musiken är skriven av Ole Brinth. 

## Publicerad som
- Nr 866 i Psalmer i 2000-talet under rubriken "Jesus Kristus – människors räddning".